# لوسيو سواريس
لوسيو سواريس هو لاعب كرة قدم برتغالي في مركز الدفاع، ولد في 31 مايو 1934 في Manhuaçu ‏ في البرازيل، وتوفي في 1988. شارك مع منتخب البرتغال لكرة القدم. أما مع النوادي، فقد لعب مع سبورتينغ لشبونة.

## وصلات خارجية
- لوسيو سواريس على موقع قاعدة بيانات كرة القدم.إي يو (الإنجليزية)
- لوسيو سواريس على موقع ناشيونال فوتبول تيمز (الإنجليزية)
- لوسيو سواريس على موقع عالم كرة القدم.نت (الإنجليزية)